# Leo Morales
José Leonardo Morales Lares (El Tigre, Estado Anzoátegui, Venezuela, 7 de julio de 1978) es un exfutbolista venezolano que jugaba como portero y su último equipo fue el Zulia Fútbol Club de la Primera División de Venezuela.

## Biografía
José Leonardo Morales comenzó su carrera futbolística en el año 1998 con el Nueva Cádiz FC donde estuvo dos años. En 2003 fue tomado en cuenta su talento por el  Deportivo Táchira para en 2007 ser traspasado al Deportivo Anzoátegui donde ahora ha brillado y es una de sus figuras.
En la Primera División de Venezuela 2007/08 disputó 34 partidos recibiendo 26 goles distribuidos en (Torneo Apertura 17 partidos recibiendo 12 goles y Tornero Clausura 17 partidos recibiendo 14 goles) y en la Copa Venezuela de Fútbol 2007 disputó 3 partidos recibiendo 1 gol.

## Selección nacional
- Debutó en la Selección de fútbol de Venezuela contra Paraguay el 22 de agosto de 2007, partido disputado en el Estadio Antonio Oddone Sarubbi de Ciudad del Este con resultado de 1-1, disputando los 90 minutos, solo encajando un gol y siendo figura tapándole un penal a Fabio Ramos.

- Debutó en Eliminatorias al Mundial contra Colombia el 17 de noviembre de 2007, partido disputado en el Estadio Nemesio Camacho El Campín de Bogotá con resultado de 0-1 a favor de Colombia, disputando los 90 minutos y solo encajando un gol de tiro libre.

- Ha dejado su portería a 0 goles en 3 partidos contra Antillas Neerlandesas, Haití y Panamá. Contra Bolivia es el equipo que más goles ha recibido con 3 goles encajados.

### Morales en la Vinotinto
| Detalle                  | Juegos | Goles en contra |
| ------------------------ | ------ | --------------- |
| Copa América             | 0      | 0               |
| Eliminatorias al Mundial | 2      | 4               |
| Amistosos                | 7      | 5               |
| Total                    | 9      | 9               |

### Participaciones en Eliminatorias al Mundial
| Eliminatorias     | Resultado | PJ | Goles en contra |
| ----------------- | --------- | -- | --------------- |
| Eli. Mundial 2010 | Octavos   | 2  | 4               |

### Participaciones en Copa América
| Copa América      | Resultado | PJ | Goles en contra |
| ----------------- | --------- | -- | --------------- |
| Copa América 2011 | 4.º lugar | 0  | 0               |

## Clubes
| Club                    | País      | Año         |
| ----------------------- | --------- | ----------- |
| Nueva Cádiz FC          | Venezuela | 1998 - 2000 |
| Zulianos FC             | Venezuela | 2000 - 2001 |
| Atlético Zulia          | Venezuela | 2001 - 2002 |
| Nacional Táchira        | Venezuela | 2001 - 2002 |
| Trujillanos Fútbol Club | Venezuela | 2002 - 2003 |
| Deportivo Táchira FC    | Venezuela | 2003 - 2007 |
| Deportivo Anzoátegui    | Venezuela | 2007 - 2010 |
| Estudiantes de Mérida   | Venezuela | 2010        |
| Deportivo Anzoátegui    | Venezuela | 2011 - 2013 |
| Carabobo FC             | Venezuela | 2013 - 2017 |
| Academia Puerto Cabello | Venezuela | 2017        |
| Zulia FC                | Venezuela | 2018-2019   |

## Palmarés

### Campeonato Nacionales
| Título          | Club                 | País      | Año  |
| --------------- | -------------------- | --------- | ---- |
| Copa Venezuela  | Deportivo Anzoátegui | Venezuela | 2008 |
| Copa Venezuela  | Deportivo Anzoátegui | Venezuela | 2012 |
| Torneo Apertura | Deportivo Anzoátegui | Venezuela | 2012 |
| Copa Venezuela  | Zulia FC             | Venezuela | 2018 |

### Distinciones individuales
| Distinción                     | Club  | País/Confederación | Año  |
| ------------------------------ | ----- | ------------------ | ---- |
| 11 Ideal del Copa Sudamericana | Zulia | CONMEBOL           | 2019 |